# Horní Kosov
Horní Kosov (německy Obergoss) je část krajského města Jihlava. Nachází se na západě Jihlavy. K Jihlavě byl připojen 1. dubna 1980. Zajíždí sem trolejbusová linka C a autobusové linky 36 a 8.V roce 2009 zde bylo evidováno 632 adres. V roce 2011 zde trvale žilo 3567 obyvatel. Dnes je Horní Kosov propojený zástavbou a infrastrukturou plně s Jihlavou a nadále se rozrůstá. Východním okrajem Horního Kosova vede mezerou v intravilánu silniční obchvat Jihlavy (silnice I/38) s Jihlavským tunelem. Funguje zde pobočka České pošty.
Horní Kosov je také název katastrálního území o rozloze 4,09 km2.

## Název
Název se vyvíjel od varianty Obergas (1362), Obergos (1517), Obergass (1678, 1718), Obergas (1720), Obergass (1751), Obergoss (1846), Obergoss a Obergos (1872), Horní Kosov (1881) až k podobám Ober Goss a Horní Kosov v roce 1893. Místní jméno vzniklo z německého slova Gasse (ulice), přívlastek Horní byl přidán k odlišení od Kosova.

## Historie
První písemná zmínka o obci pochází z roku 1359.

## Obyvatelstvo
Podle sčítání 1930 zde žilo v 11 domech 190 obyvatel. 123 obyvatel se hlásilo k československé národnosti a 64 k německé. Žilo zde 183 římských katolíků, 1 evangelík a 3 židé.
| Rok            | 1869 | 1880 | 1890 | 1900 | 1910 | 1921 | 1930 | 1950 | 1961 | 1970 | 1980 | 1991 | 2001 |
| -------------- | ---- | ---- | ---- | ---- | ---- | ---- | ---- | ---- | ---- | ---- | ---- | ---- | ---- |
| Počet obyvatel | 71   | 125  | 165  | 173  | 206  | 197  | 190  | 133  | 259  | 267  | 627  | 2276 | 3295 |